# ديف بيبودي
ديف بيبودي (بالإنجليزية: Dave Peabody) هو منتج أسطوانات ومغن مؤلف ومصور بريطاني، ولد في 20 أبريل 1948.

## وصلات خارجية
- ديف بيبودي على موقع ميوزك برينز (الإنجليزية)
- ديف بيبودي على موقع أول ميوزيك (الإنجليزية)
- ديف بيبودي على موقع ديسكوغز (الإنجليزية)